# Довжицька сільська рада (Охтирський район)
До́вжицька сільська́ ра́да — колишній орган місцевого самоврядування в Охтирському районі Сумської області. Адміністративний центр — село Довжик.

## Загальні відомості
- Населення ради: 965 осіб (станом на 2001 рік)

## Населені пункти
Сільській раді були підпорядковані населені пункти:
- с. Довжик
- с. Буро-Рубанівка

## Склад ради
Рада складалася з 12 депутатів та голови.
- Голова ради: Почепцов Володимир Олексійович
- Секретар ради: Лихман Наталія Михайлівна

### Керівний склад попередніх скликань
| Прізвище, ім'я, по батькові    | Основні відомості                                                               | Дата обрання | Дата звільнення |
| ------------------------------ | ------------------------------------------------------------------------------- | ------------ | --------------- |
| Лихман Олена Іванівна          | Сільський голова, 1961 року народження, позапартійна                            | 26.03.2006   | 31.10.2010      |
| Почепцов Володимир Олексійович | Сільський голова, 1972 року народження, освіта середня спеціальна, безпартійний | 31.10.2010   |                 |

Примітка: таблиця складена за даними сайту Верховної Ради України